# Francisco Funes
Francisco Antonio Funes (* 28. März 1950 in Santiago Nonualco) ist ein ehemaliger salvadorianischer Radrennfahrer.

## Sportliche Laufbahn
Funes war im Straßenradsport aktiv. Er war Teilnehmer der Olympischen Sommerspiele 1968 in Mexiko-Stadt. Er gehörte 1968 zu den ersten Sportlern seiner Heimat, die bei Olympischen Spielen starteten.
Das olympische Straßenrennen beendete er nicht. Im Mannschaftszeitfahren kam das Team aus El Salvador mit Roberto García, Francisco Funes, Juan Molina und Mauricio Bolaños auf den 28. Rang. 1973 gewann er die Vuelta a El Salvador.